# نوربورنن
نوربورنن (به انگلیسی: Norbornene) یک ترکیب شیمیایی با شناسه پاب‌کم ۱۰۳۵۲ است. شکل ظاهری این ترکیب، جامد سفید است.